# Bob Wilson
Robert "Bob" Primrose Wilson, född 30 oktober 1941 i Chesterfield, England, skotsk fotbollsmålvakt.
Wilson kom till Arsenal FC som amatör från Wolverhampton 1963 och blev professionell i mars 1964. Han blev proffs relativt sent beroende på att hans far inte lät honom skriva på för Manchester United medan han studerade till lärare på universitetet i Loughborough.
Det skulle dröja fem år innan han blev förstemålvakt i Arsenal. Med Wilson mellan stolparna vann Arsenal Mässcupen 1970 samt liga- och FA-cupdubbeln 1971. Under den här tiden sågs han som den bäste målvakten i öriket som inte var landslagsspelare. Hans föräldrar var skottar, men Bob Wilson var född och uppvuxen i England, och han hade även spelat pojklandskamper för England. Därför fick han inte representera Skottland förrän reglerna ändrades i början av 1970-talet. Han fick dock bara spela två landskamper hösten 1971.
Wilson avslutade spelarkarriären 1974 och blev målvaktstränare i Arsenal. Han jobbade sedan som fotbollspresentatör, först på BBC och sedan på ITV, fram till pensioneringen år 2002. Redan under VM 1970 hade han suttit i ITV:s VM-panel tillsammans med bland andra lagkamraten i Arsenal, Bob McNab.